# Канатный трамвай Сан-Франциско
Канатный трамвай в Сан-Франциско (англ. San Francisco cable car system) — один из видов общественного транспорта в Сан-Франциско и одна из достопримечательностей города. Канатный трамвай представляет собой гибрид трамвая с фуникулёром, от которого взято приведение вагона в движение механическим соединённым с ним металлическим тросом, перемещаемым вдоль трассы за счёт энергии двигателя, находящегося не в подвижном составе, а на стационарной площадке в депо или на тяговой подстанции.
Система канатного трамвая включена в Национальный регистр исторических мест США. Сейчас система канатного трамвая перевозит в основном туристов.
Система канатного трамвая эксплуатируется муниципальной организацией San Francisco Municipal Railway (разг. — Muni), которая эксплуатирует все виды общественного транспорта Сан-Франциско, за исключением пригородного метрополитена BART. Тарифная система канатного трамвая несколько отличается от тарифной системы других видов транспорта Muni (электрический трамвай, автобус, троллейбус): одноразовые билеты Muni действительны на канатном трамвае только после доплаты, но проездные Muni действуют без доплаты.

## История

### Возникновение системы
Первая успешно работающая канатная уличная железная дорога была открыта в Сан-Франциско в 1873 году, она называлась Clay Street Hill Railroad. Учредителем этой дороги был Эндрю Смит Хэллидай (англ. Andrew Smith Hallidie), а главным инженером — Уильям Эппелшеймер (англ. William Eppelsheimer). Патент на эту конструкцию принадлежал Эбнеру Даблдею (англ. Abner Doubleday). На линии использовались вагоны, которые цеплялись к тросу с помощью специального механизма.
Перевозки пассажиров по линии начались 1 сентября 1873 года. Её успешное функционирование стало образцом для последующих операторов уличной канатной железной дороги в Сан-Франциско и в других местах.
Канатный трамвай пользовался успехом. Многие предприниматели строили трамваи такого типа в Сан-Франциско и других городах. Благодаря патентным выплатам Эндрю Хэллидай стал богатым человеком.

### Развитие системы
В конце XIX века линии канатного трамвая строились и эксплуатировались многочисленными частными компаниями-операторами.
Следующая после Clay Street Hill Railroad система канатного трамвая в Сан-Франциско называлась Sutter Street Railway, она пришла на смену конке в 1877 году. На вагонах этой линии цепляющий рычаг находился сбоку от движущегося каната. В этом заключалось отличие от первой линии, где рычаг находился снизу каната. Однако система с нижним захватом (а не боковым) оказалась более успешной, так как нижним захватом гораздо удобнее прицеплять трамвай к канату.
В 1878 году Леланд Стэнфорд (англ. Leland Stanford) открыл свою канатную железную дорогу Cal Cable. Первая линия этой железной дороги проходила по California Street. Линия канатного трамвая сохранилась на этой улице до сих пор, и на сегодняшний день она является самой старой действующей линией канатного трамвая.
В 1880 начинают работать операторы Geary Street, Park & Ocean Railway. А через два года — компания The Presidio & Ferries Railway. Этот оператор был первым, на маршрутах которого встречались кривые. Для прохождения кривой трамвай мог отцепляться от троса и прокатываться накатом. По окончании кривой трамвай снова цеплялся за трос.

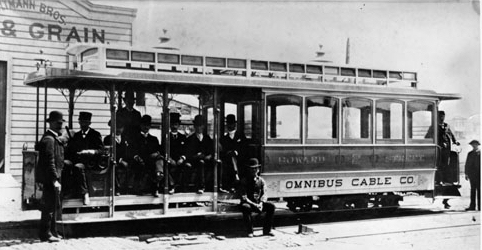
Канатный трамвай в 1870 году

В 1883 году компания Market Street Cable Railway открыла свою первую линию. Это компания действовала под контролем железнодорожной компании Southern Pacific Railroad. Постепенно компания выросла и стала величайшим оператором канатных трамваев в Сан-Франциско. На пике своего развития компания управляла пятью линиями, которые сливались на Маркет-Стрит и вели к общей конечной остановке, находящейся у здания паромного терминала. В часы пик трамваи отходили от конечной каждые 15 секунд.
В 1888 году железнодорожная компания Ferries and Cliff House Railway открыла свою изначальную систему из двух линий. Линия Powell-Mason line по сей день работает по своему изначальному маршруту; другая их линия, была Washington-Jackson line, некоторые участки которой по сей день используются линией Powell-Hyde. Компания Presidio & Ferries Railway несла также ответственность за строительство депо, совмещённого с моторной станцией, которые и по сей день находятся на пересечении улиц Washington и Mason. В том же году Компания Presidio & Ferries Railway перекупила самую первую в городе компанию канатного трамвая Clay Street Hill Railway, и была инкорпорирована в компанию Sacramento-Clay line.
В 1889 году компании Omnibus Railroad & Cable Company стали последними из самых новых операторов канатного трамвая в Сан-Франциско.
В 1890 году компания California Street Cable Railroad открыли ещё две линии. Одной из них была линия O’Farrell, Jones and Hyde, участок этой линии на Гайд Стрит по сей день используется канатными трамваями линии Powell-Hyde.

### Упадок системы
Электрические трамваи появились на улицах Сан-Франциско в 1891 году. К этому времени выяснилось, что строительство одной линии канатного трамвая обходилось вдвое дороже, чем строительство линии электрического трамвая, а стоимость эксплуатации канатного трамвая в шесть раз превышала стоимость эксплуатации электрического трамвая. Поэтому линии канатного трамвая стали переоборудоваться под электрическую тягу.
В начале 1906 года многие из оставшихся в Сан-Франциско линий канатных трамваев перешли под контроль компании United Railroads (URR), в то время как Cal Cable and the Geary Street Company остались независимыми. Компания URR настаивала на переводе линий канатного трамвая на электротягу и замене движущегося троса контактной сетью. Но этот проект был быстро отвергнут на том основании, что контактная сеть будет уродовать город.
Однако решающую роль в судьбе канатных трамваев сыграло землетрясение, случившееся в 5:12 утра 18 апреля 1906 года. Толчок землетрясения, сопровождающийся пожарами, разрушил и моторную станцию канатного трамвая, и депо, а также линии по улицам California & Powel. Также было разрушено 117 вагонов канатного трамвая. В процессе восстановления города многие линии перешли с канатной тяги на электрическую. Среди них и Geary Street line, ставшая первой линией Муниципальной железной дороги Сан-Франциско (San Francisco Municipal Railway).
Однако к 1912 году было восстановлено восемь линий канатного трамвая. Они проходили по тем трассам, где были самые крутые спуски и подъёмы, которые были не под силу электрическим трамваям. В двадцатых-сороковых годах по США прокатилась волна массовой ликвидации трамвайных систем с заменой трамваев автобусами (эти события также известны как «трамвайный заговор»). Современные на тот момент автобусы уже могли преодолевать крутые подъёмы, поэтому линии канатного трамвая начали заменять автобусами.
К 1944 году в Сан-Франциско осталось пять линий канатного трамвая. Две линии принадлежали компании Powel Lines, а другие три — Cal Cable.

### Борьба за канатный трамвай
В 1947 году мэр Города Роджер Лэпхем (Roger Lapham) предложил закрыть две муниципальные линии канатного трамвая, проходящих по Powel Street. В ответ на это совместное собрание 27 женских гражданских групп, возглавляемое Фридел Классман (Friedel Klussmann), сформировало комитет спасения канатных трамваев (Citizens' Committee to Save the Cable Cars). В ходе борьбы комитет вынудил мэрию организовать референдум о закрытии линий канатного трамвая в центре города. В результате за сохранение трамвая проголосовало 166 989 человек, против — 51 457.
В 1951 году три линии, принадлежавшие компании Cal Cable, были закрыты из-за того, что компания была не в состоянии платить за страховку. Городское правительство выкупило эти линии, и заново открыло в 1952 году. Но поправки главы города не смогли их защитить, и в результате линии исторических канатных трамваев заменили банальными автобусами. И вновь Классман начинает борьбу за сохранение канатного трамвая, но с гораздо меньшим успехом.
В результате был достигнут компромисс: существующая и поныне линия по California Street достаётся компании Cal Cable, линия Powell-Mason уже перешла в собственность города, а третья линия формируется Hyde Street из участков на Гайд-стрит, принадлежавшими компании Cal Cable’s O’Farrell, Jones. Линия Hyde укорачивается в линию Powell-Washington-Jackson (ныне, линия Powell-Hyde).

### Реконструкция
Решение 1952 года потребовало реконструкции путей на Гайд-стрит и конечной, для работы с одностороними трамваями на линии Powell. Также понадобилось сделать возможным обслуживание всей системы единой моторной станцией и депо. Но большая часть инфраструктуры осталась без изменений относительно состояния после землетрясения в 1906 году.

### Продолжение реконструкции
В 1979 году система канатных трамваев стала небезопасной для пассажиров и закрылась на семь месяцев для срочных ремонтов.
В 1982 году система снова закрылась для проведения срочного ремонта, который включал в себя полную замену путей и канатных каналов вдоль 69 кварталов города. Также в ходе этого ремонта была проведена реконструкция депо и моторной станции. Система снова открылась 21 июня 1984 года.

### В наши дни

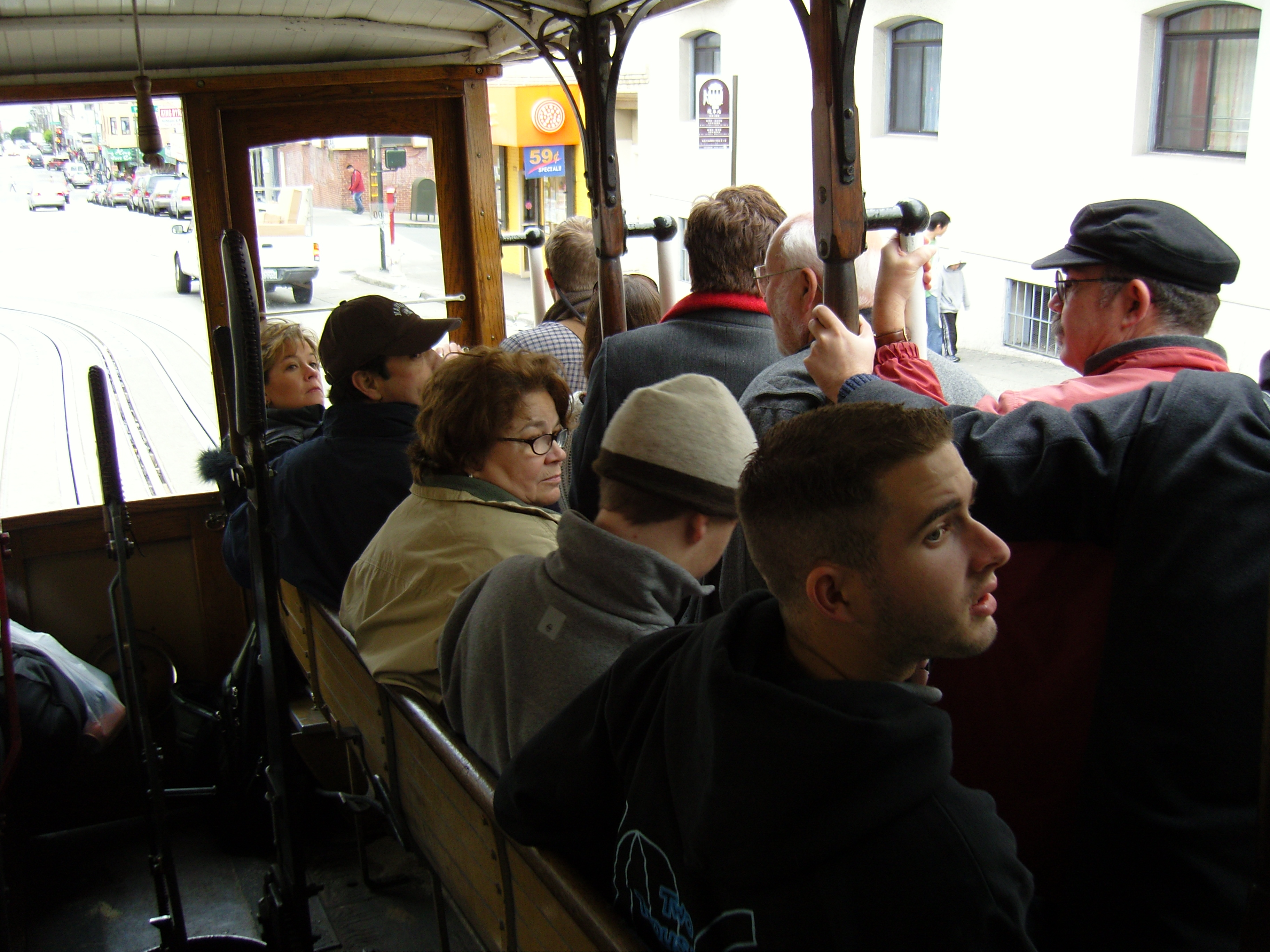
Пассажиры канатного трамвая

Управление муниципального транспорта Сан-Франциско продолжает работы по улучшению системы. Работы заключаются в реконструкции вагонов, в приобретении 9 новых вагонов, строительстве нового круга у конечной на Гайд-стрит в Жирардели-сквере, а также на конечной Powell and Market.

## Описание системы

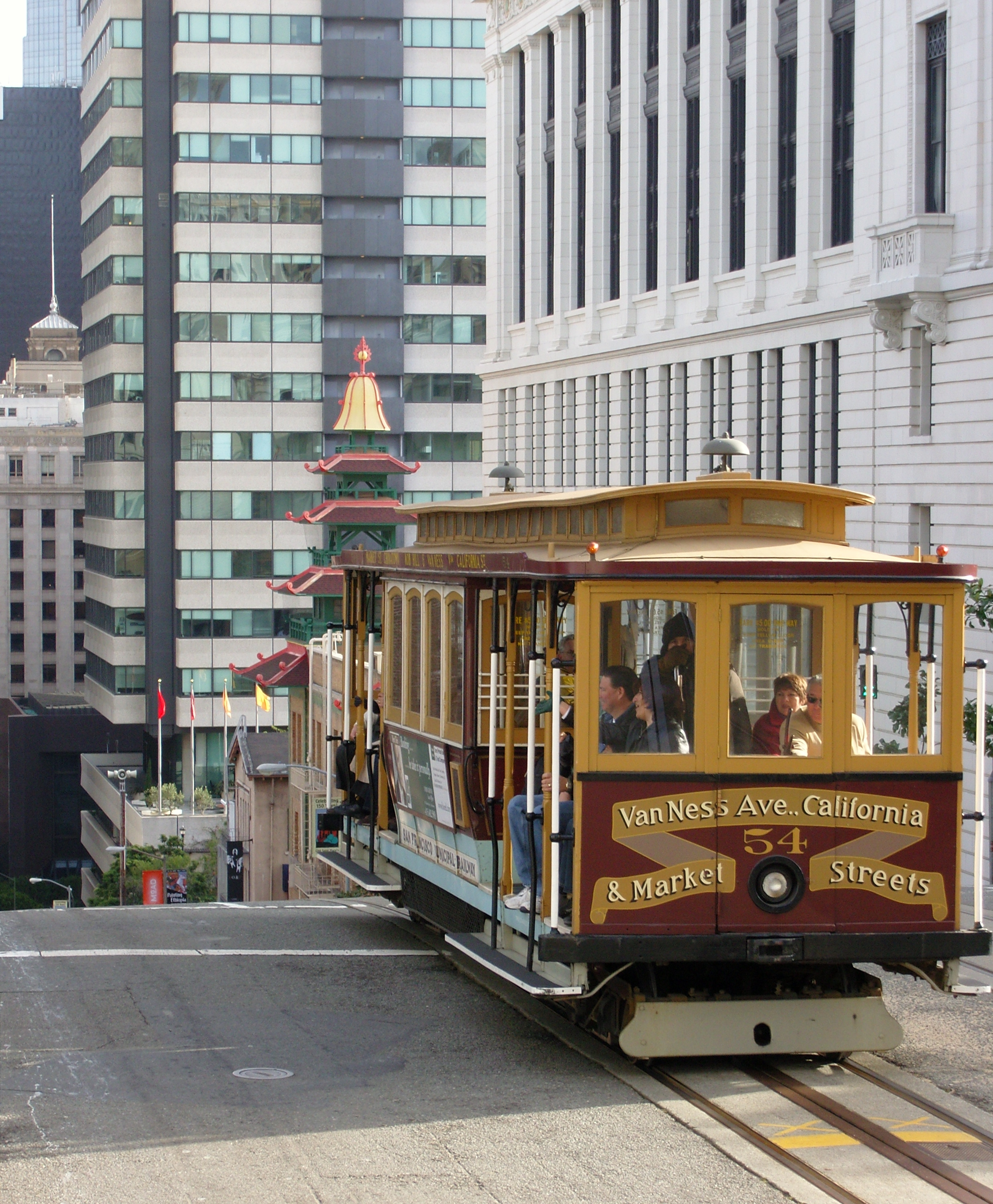
Вагон канатного трамвая поднимается на холм в Чайна-тауне.

На сегодняшний день, сеть маршрутов канатного трамвая в Сан-Франциско состоит из трёх линий.
Линия Powell-Hyde line следует на север, под большим уклоном наверх по улице Powell от конечной Powell and Market Streets, до пересечения с линией California Street. Линия Powell-Hyde проходит по вершине холма. Опустившись с холма, эта линия поворачивает налево до Джексон Стрит, где снова поднимается (Улица Дексон односторонняя, в обратную сторону вагоны идут по Вашингтон Стрит), к высокой точке на Гайд-стрит. Там она поворачивает направо, где идёт резко под уклон вниз, по Гайд-стрит. К конечной у площади Жирардели, где разворачивается в скверике недалеко от миниатюрного пляжа. Там же находится музей морского флота.
Линия Powell-Mason идёт по общему пути с линией Powell-Hyde до улицы Mason, где она пересекается с улицами Washington, Jackson. Там она поворачивает направо и едет по улице Mason под уклон вниз, сразу за Columbus Avenue, поворот налево под углом 45 градусов на Taylor Street к конечной Taylor and Bay. Эта конечная находится недалеко от набережной и Рыбацкой пристани.
Линия California Street Line продвигается на запад от конечной на углу улиц California & Market, близко от пересечения Маркет-стрит и района набережной Эмбаракадеро. Линия проходит полностью по California Street, сначала резко поднимаясь на возвышенность Nob Hill, а затем плавно опускаясь к конечной Van Ness Avenue.
Системой канатного трамвая пользуются в основном туристы. Система обслуживает часть города, которая и без того обслуживается автобусами и троллейбусами.
- Линии Powell-Mason и Powell-Hyde проходят в основном через спальные, а также туристические районы (Union Square, Chinatown, North Beach, Nob Hill, Aquatic Park and Fisherman’s Wharf). Южная конечная этих линий находится в «даунтауне», но далековато от финансового центра.
- Линия California Street используется горожанами чаще, но не так, как параллельная ей линия 1-го троллейбуса, идущего далее и гораздо быстрее по той же California Street.

Характерной особенностью канатного трамвая является наличие широких боковых подножек и поручней на вагонах. Пассажирам разрешается осуществлять проезд снаружи вагонов, ввиду чего данный способ проезда пользуется у пассажиров высокой популярностью.